# Ensemble Ortskern Windsfeld

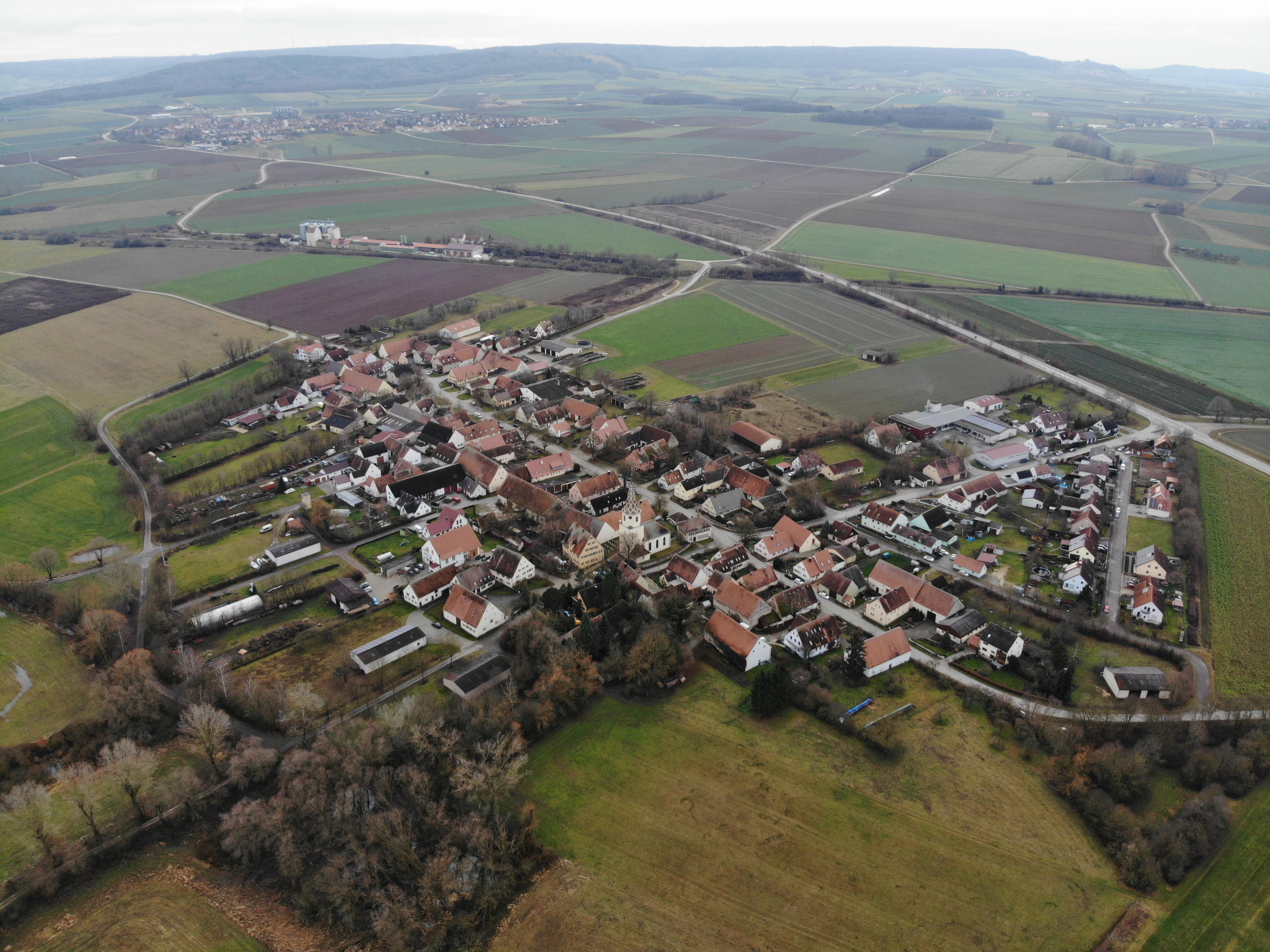
Luftaufnahme von Windsfeld

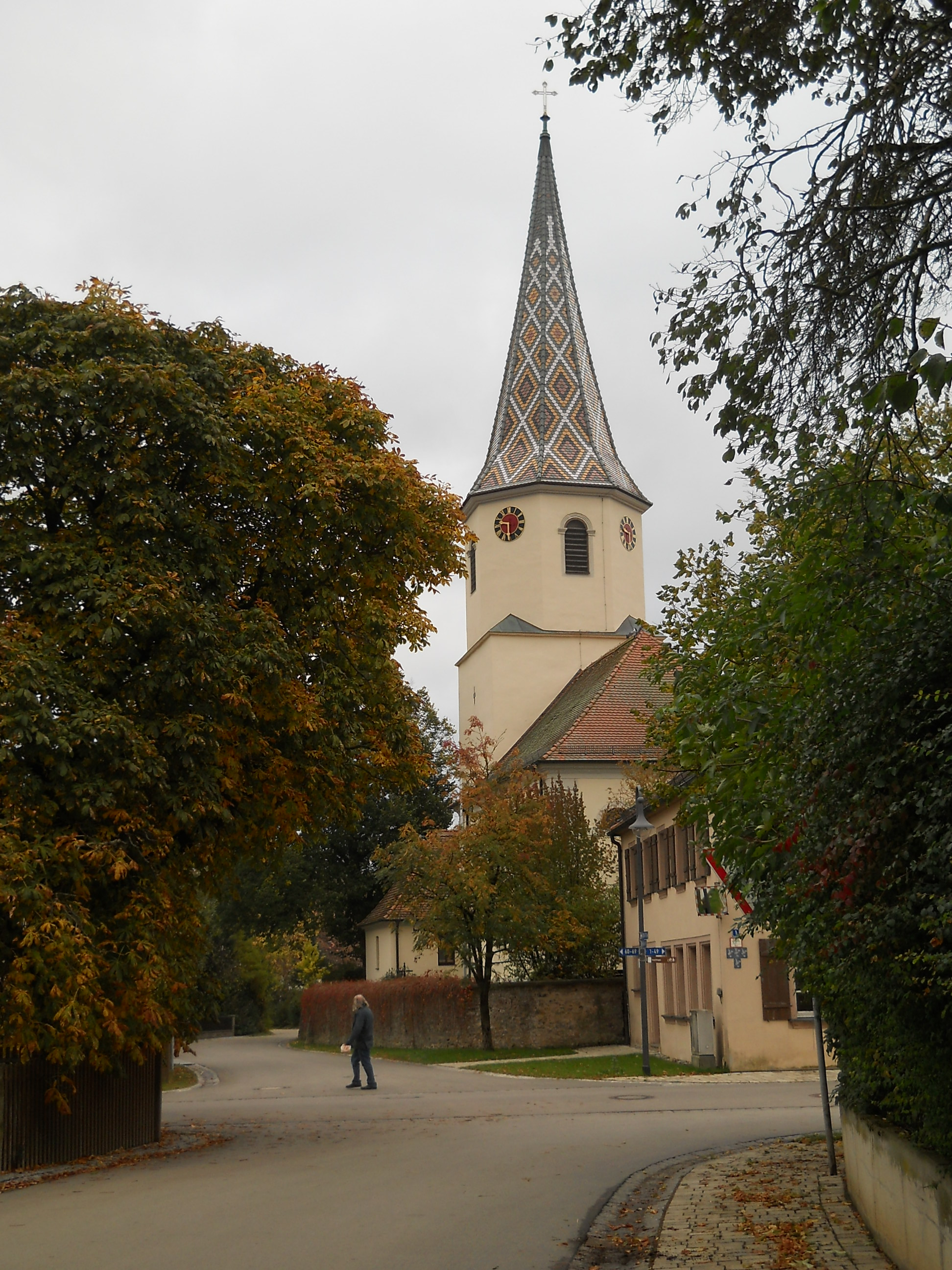
Kirche St. Gangolf

Das Ensemble Ortskern Windsfeld in Windsfeld, einem Gemeindeteil von Dittenheim im  mittelfränkischen Landkreis Weißenburg-Gunzenhausen in Bayern, ist ein Bauensemble, das unter Denkmalschutz steht. 
Windsfeld ist eine frühe Ausbausiedlung des 8./9. Jahrhunderts, die im 12. Jahrhundert erstmals urkundlich überliefert wird. 
Die feldseitige Grenze des Ensembles bilden die Hausgärten von Haus Nr. 40 im Süden bis Nr. 67 im Norden und die gesamte östliche Bebauung von Haus Nr. 66 unter Einschluss des östlichen Straßenastes bis Haus Nr. 58.   
Die Dorfanlage stellt sich als breit in Angerform angelegtes Straßendorf dar. Zu beiden Seiten des Angers reihen sich Drei- und einige Zweiseithöfe, deren meist erdgeschossige mit hohen Satteldächern versehenen Wohnhäuser giebelseitig zur Straße und damit aufeinander zu gestellt sind. 
Viele Höfe haben noch Altsitze bewahrt. Die Bebauung stammt überwiegend aus dem 19. Jahrhundert. Der beherrschende Bau ist die Pfarrkirche St. Gangolf, deren Kern noch in das 15. Jahrhundert zurückgeht.